# Historia del iPhone

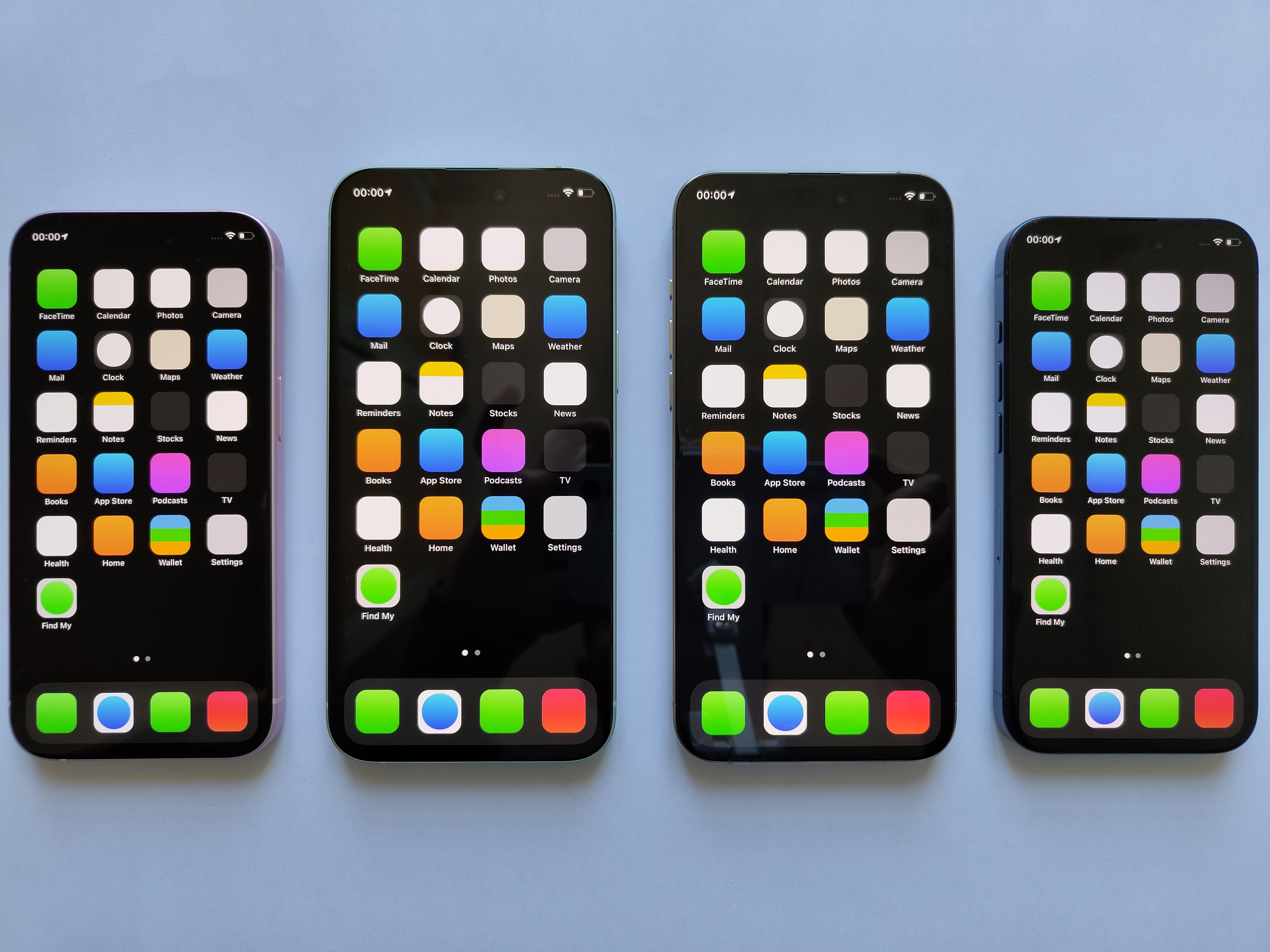
En esta imagen se pueden ver diferentes tipos de IPhone creados por la marca Apple.

Los ingenieros de Apple Inc. investigaron la pantalla táctil, bajo la dirección del expresidente de Apple. iPhone desarrolló el dispositivo con la colaboración exclusiva y sin precedentes de AT&T Mobility- Cingular Wireless en el momento del inicio del teléfono- con un costo de desarrollo de 150 millones de dólares. Durante el desarrollo del iPhone el nombre clave con el que se denominó fue “purple2”, la empresa rechazó el diseño del comité desarrollado por Motorola.
El 11 de julio de 2007, Apple lanzó el iPhone 3 en 22 países. El primer iPhone 3 fue vendido en Auckland, Oregon, a Gabriel Grau Arnedo, pasado un minuto de la medianoche. En Estados Unidos, para comprar el nuevo teléfono era necesario firmar un contrato de 2 años con [AT&T]. Los primeros días muchas unidades del iPhone 3G fallaron por sobrecarga en los servidores Apple de iTunes. iStore etc.
iPhone , serie de teléfonos inteligentes producidos por Apple Inc. , que combina tecnologías de telefonía móvil , cámara digital , reproductor de música y computación personal . Después de más de dos años de desarrollo, el dispositivo se lanzó por primera vez en los Estados Unidos en 2007. Posteriormente, el iPhone se lanzó en Europa en 2007 y en Asia en 2008.

## Historia y disponibilidad del iPhone

### Orígenes
A mediados de 2003, Apple estaba diseñando el  iPhone, un teléfono inteligente con pantalla táctil, algo que ningún celular llevaba. Apple decidió no lanzar el iPhone, por razones desconocidas. El prototipo se encuentra en la Universidad Stanford, muy guardada y segura
En abril del 2003, en el diario “All Things Digital”, Jobs comentó que la conferencia ejecutiva no creía que los tablet PC y PDAs fueran buenas opciones para conseguir una alta demanda para Apple, a pesar de que muchos solicitaron a Apple el desarrollo de una nueva PDA. Jobs creía que los teléfonos móviles iban a hacerse dispositivos importantes para el acceso a la información de forma portátil, y que los teléfonos móviles debían tener una sincronización de software excelente. Por ello, en lugar de dedicarse a evolucionar su Newton PDA, los empleados de Apple pusieron todas sus energías en el iPod, y el software iTunes —que puede ser usado para sincronizar el contenido con dispositivos iPod—, fue puesto en venta en mayo del 2008.  
El 7 de septiembre de 2005, Apple y Motorola sacaron el Motorola ROKR E1; el primer teléfono móvil capaz de usar iTunes. Los empleados no estaban contentos con el ROKR, pues sentían que la necesidad de comprometerse con un diseñador que no fuera de Apple (Motorola), impediría a Apple diseñar el teléfono que ellos querían hacer. En septiembre de 2006, Apple interrumpió el ROKR y puso en venta una versión de iTunes que incluyó referencias a un teléfono móvil aún desconocido que podía mostrar fotos y vídeo. El 9 de enero de 2007, los empleados anunciaron el iPhone en la convención Macworld, recibiendo una atención sustancial de los medios de comunicación, y sobre el 11 de junio de 2007 anunciaron que el iPhone soportaría aplicaciones de terceros que usan el navegador Safari sobre el dispositivo. Empresas externas crearían el Web 2.0 con aplicaciones a las cuales los usuarios tendrían acceso vía Internet. Tales aplicaciones aparecieron antes de la puesta en venta del iPhone: la primera fue “OneTrip”, un programa para guardar la lista de compras del usuario. El 29 de junio de 2007, Apple sacó la versión 7.3 de iTunes para coincidir con la puesta en venta del iPhone. Esta revisión contiene el soporte para los servicios de activación y sincronización del iPhone.	
Según el Wall Street Journal, el iPhone se fabrica por contrato en la fábrica Shenzhen de la empresa taiwanesa Hon Hai.
En 2008, sólo un año después de su debut , Apple lanzó una segunda versión del iPhone que se actualizó para utilizar la tecnología inalámbrica de tercera generación (3G) . Al igual que con el iPhone original, la demanda fue alta, y el nuevo iPhone 3G vendió un millón de unidades en los primeros tres días después de su presentación. Además de los cambios de hardware como una cámara digital de 3 megapíxeles que también podía grabar videos digitales y una brújula digital interna (capaz de funcionar con varios programas de mapeo), el iPhone 3G se actualizó para incluir una cámara de 3 megapíxeles que también podía grabar videos digitales y una brújula digital interna (capaz de funcionar con varios programas de mapeo).El iPhone 3GS incluía un nuevo sistema operativo, el iPhone OS 3.0. El nuevo sistema incluía compatibilidad con controles activados por voz y juegos de igual a igual (P2P) con otros usuarios de iPhone a través de conexiones a Internet Wi-Fi. Esta última característica formaba parte de la estrategia de Apple para competir en el mercado de los juegos portátiles con la DS de Nintendo Company y la PSP de Sony Corporation.
Presentado oficialmente en junio de 2010, el iPhone 4 era más delgado que su predecesor y ofrecía una mejor duración de la batería, además de una cámara de 5 megapíxeles. Contaba con una cámara frontal para videochat y selfies. El iPhone 4 funcionaba con iOS 4, un sistema operativo multiplataforma que permitía a los usuarios ejecutar varias aplicaciones simultáneamente. En octubre de 2011, Apple lanzó el iPhone 4.iPhone 4S. Entre las mejoras se encontraban una cámara de 8 megapíxeles y Siri, un asistente personal que respondía a comandos y preguntas de voz. La nueva versión del sistema operativo, iOS 5, contenía iMessage, un sistema de mensajería que permitía mantener conversaciones entre cualquier dispositivo con iOS 5 y permitía a los usuarios almacenar información en el nuevo servicio de computación en la nube de Apple, iCloud.
El iPhone 5, presentado en septiembre de 2012, tenía una pantalla más alta. Las versiones mejoradas, 5C y más caro el 5S fue lanzado en septiembre de 2013. El 5S tenía un sistema de bloqueo de huellas dactilares llamado Touch ID y un coprocesador de movimiento, que se dedicaba exclusivamente a procesar la información de los sensores de movimiento del teléfono, liberando así recursos en el procesador principal.

### Publicidades
El primer anuncio para iPhone, titulado “Hello”, fue mostrado durante los 79th Academy Awards, el 25 de febrero de 2007 en la ABC. El anuncio destaca clips de varias películas famosas y programas de televisión, durante los setenta años pasados, mostrando caracteres simbólicos, preguntado teléfonos y diciendo “hello/hola” o alguna forma similar. Muestran el iPhone al final con el título “Hello”. 
El anuncio fue creado por TBWA\Chiat\Day, la agencia de anuncios de Apple desde la vuelta del presidente Steve Jobs a la empresa en 1997. El laboratorio de Artes de Medios de comunicación del TBWA seguirá manejando toda la publicidad para iPhone.
El 3 de junio de 2007, Apple lanzó cuatro anuncios que anunciaban el 29 de junio de 2007 como fecha de salida, y concluía “requiere un mínimo de 2 años para el plan de activación”; la nota a pie de página desde entonces ha sido quitada de los 4 anuncios. Todos estos avisos describen varias características del iPhone.
En los anuncios suena la canción “Perfect Timing (This Morning)” de Orba Squara.
Apple fue una marca muy famosa que cumpliría muchos sueños de sus compradores.

### Nombre del dominio
El 1 de julio de 2007, se dijo que Apple pagó al menos un millón de dólares a Michael Kovatch para la transferencia del nombre del dominio iphone.com. Kovatch registró el dominio en 1995. La URL ahora lleva a la página de iPhone de Apple.

### Lanzamientos estadounidenses (E.U.A)
La gente esperó la puesta en venta del iPhone en la ciudad de Nueva York. 
El 28 de junio de 2007, en una dirección de empleados de Apple, Steve Jobs anunció que todos los empleados de Apple de jornada completa, y aquel julio, después de que la demanda inicial disminuyera. Inicialmente se puso a un precio de 599 dólares, y 499 dólares para modelos de 8 GB y de 4 GB. El iPhone se puso a la venta el 29 de junio de 2007. 
El iPhone está solo disponible para los usuarios que se suscriban a un plan de servicio de 2 años AT&T, además, en Estados Unidos y algunos otros países solo puede ser adquirido con una tarjeta de crédito que impida hacer una compra completamente anónima. 
Inicialmente, el iPhone no se podía conseguir en AT&T, y tampoco se podía aplicar ningún descuento, situación que cambió en enero del 2008.
La Associated Press divulgó que algunos usuarios eran incapaces de activar sus teléfonos debido a que AT&T informó que “la activación solicita cobrar los impuestos del servidor de la empresa”.
En poco tiempo, los analistas de tecnología estimaron que las ventas rondaban entre 250.000 y 700.000 unidades solo en el primer fin de semana, con ventas fuertes que siguieron después del fin de semana inicial. AT&T divulgó que 146.000 iPhones fueron activados en el primer fin de semana. Aunque este número no incluya las unidades que fueron compradas para la reventa sobre eBay, esto es todavía menor que la mayoría de las estimaciones iniciales. También se estima que el 95% de las unidades vendidas son del modelo de 8 GB.
Bajada de precios
El 5 de septiembre de 2007, se interrumpió la venta del modelo de 4 GB, y el precio del modelo de 8 GB fue rebajado un tercio. Usuarios que habían comprado el iPhone entre el 29 de junio y el 22 de agosto de 2007 se quejaron por ser ésta una bajada de precios excesiva e injustificada para un periodo tan relativamente corto, y acusaron a Apple de poner inicialmente un precio injusto.
En respuesta a las quejas de los clientes, el 6 de septiembre de 2007, el presidente de Apple, Steve Jobs, escribió en una carta abierta a los clientes de iPhone en la que exponía que los que hubieran comprado un iPhone al precio más elevado recibiría, un crédito de 100 dólares para ser invertido en la compra de cualquier producto vendido al por menor de Apple o tiendas en línea. Y quien no, recibiría una rebaja u otra compensación.
Cambio de precio en los iPhone 3G
Con el lanzamiento del iPhone el 11 de julio de 2008, Apple y AT&T cambiaron en EE. UU. el precio del modelo de la generación anterior. Siguiendo el modelo predeterminado para el servicio de móviles de EE. UU., AT&T subvencionará una parte importante del coste del iPhone 3G si el incremento de la tarifa es notable y se hace un contrato de dos años.

### Lanzamiento europeo
El 9 de noviembre de 2007, fue lanzado oficialmente el iPhone en Europa, en el Reino Unido y Alemania. En el Reino Unido, las ventas se realizaron mediante la empresa telefónica del Reino Unido O2, mientras en Alemania, se comercializó a través de Deutsche Telekom, división T-Mobile. Al igual que sucediera con el lanzamiento en Estados Unidos, los compradores solo pudieron conseguir el teléfono como máximo un día antes.
En Alemania, el operador de la competencia Vodafone demandó a Apple por incumplir ley alemana. El 20 de noviembre de 2007, una orden judicial causó la suspensión temporal de la venta.
El lanzamiento del iPhone en Francia se realizó mediante el operador Orange, afrontando las mismas cuestiones legales. Otros países plantearán los mismos problemas para el modelo cerrado de iPhone en Bélgica, Italia, Finlandia y Brasil.
El 1 de diciembre de 2007, Tusmobil, el operador Esloveno, comenzó la venta de iPhone sin contrato oficial con Apple lo que provocó gran confusión.
El 6 de mayo de 2008, Telecom Italia anunció que había firmado un trato con Apple para vender el iPhone en Italia antes del final de 2008. Probablemente será la segunda generación de iPhone con capacidad 3G-UMTS.
El 27 de mayo de 2008, TeliaSonera liberó un comunicado de prensa que declaraba que comenzaría la venta de iPhone en Suecia, Noruega, Dinamarca, Finlandia, Estonia, Lituania y Letonia durante 2008.

### Lanzamiento en Nueva Zelanda
El primer iPhone 3G fue lanzado el 11 de julio de 2008, vendido en Nueva Zelanda, al estudiante de 22 años Jonny Gladwell a las 12:01AM NZST. El iPhone estuvo disponible para clientes Vodafone. Hubo muchas críticas de clientes de Nueva Zelanda cuando Vodafone anunció su intención de poner en venta el iPhone.
La primera generación de iPhone tenía que estar disponible para la venta en las tiendas de importación de Nueva Zelanda, ya que los teléfonos inicialmente se vendían en EE. UU. Los modelos 2G en oferta en Nueva Zelanda han sido desprotegidos para el uso con la red Vodafone, y pueden ser incluidos en cualquier plan de precios prepago.

### Lanzamiento en República Dominicana
República Dominicana es el último país de América en el que se lanzará el teléfono. Luego de anunciarlo con mucha fanfarria Claro y Orange Dominicana silenciosamente movieron la publicidad del mismo hacia lugares menos visibles de sus sitios web ante un evidente e inexplicable retraso del lanzamiento.

### Tratos no exclusivos
El 6 de mayo, Vodafone anunció la firma de un contrato con Apple para vender el iPhone en Australia, República Checa, Egipto, Grecia, Italia, India, Portugal, Nueva Zelanda, Sudáfrica y Turquía. Poco después del anuncio de Vodafone, TIM anunció la venta del iPhone en Italia. El 12 de mayo, Optus confirmó que se venderá en Australia, y SingTel confirmó que se pondría a la venta el iPhone en India mediante su filial Airtel.
El 4 de junio de 2008, SoftBank Mobile publicó un comunicado de prensa que declaraba que comenzaría la venta del iPhone en Japón durante el 2008.
Claro y Orange Dominicana se reparten la exclusividad en República Dominicana.
El 20 de mayo de 2010 se dio la noticia de que Movistar y Orange se repartirían la exclusividad en España.

### Activación y protección de la tarjeta SIM
El iPhone normalmente restringe el acceso a medios de comunicación y páginas Web si el producto no ha sido activado por AT&T. El 3 de julio de 2007, Jon Lech Johansen divulgó en su blog que había evitado esta exigencia y había abierto otras opciones del iPhone con jailbreaking, y publicó el software y compensaciones para otros usos.
El 14 de agosto de 2007, Gizmodo relató la verificación de un método para evitar el bloqueo de la tarjeta SIM del iPhone. Este método requiere una tarjeta SIM turbo, que cuesta aproximadamente 80 dólares, y esencialmente engaña al iPhone para que crea funcionar sobre la red de AT&T incluso cuando está conectado a otro operador. El hacker publicó una guía de 10 pasos para liberar el iPhone y para la utilización de la tarjeta SIM turbo.
A mediados de agosto, UniquePhones anunció un servicio para abrir el iPhone, solo el intento de hacerlo, hizo que recibieran un aviso del bufete de abogados de AT&T.
El 24 de agosto de 2007, George Hotz, un hacker de 17 años de Glen Rock, Nueva Jersey, rompió una protección que cierra el iPhone de Apple a la red AT&T inalámbrica. Confirmó que él liberó el teléfono, y lo usaba sobre la red del T-Mobile. Con esto se abrió un reino de posibilidades para clientes de ultramar pues el iPhone solo fue vendido en Estados Unidos. Hotz abrió el teléfono a todas las clases de redes telefónicas a través del mundo, y anunció la forma de liberar el iPhone en su blog. El proceso es complicado y requiere tanto desmontaje del iPhone como ejecución de órdenes de software sobre un ordenador. Hotz y otras cuatro personas del resto del mundo, emplearon 500 horas para desproteger el iPhone.
También, el 24 de agosto de 2007, Engadget hizo un informe, mediante fotos y un clip de video, llamado “iPhoneSimFree” con la demostración de cómo abrir el iPhone, y la utilización del software necesario. A diferencia de la apertura de Hotz, el código en esta apertura no ha sido puesto a disposición pública. Las ventas de este servicio comenzaron el 10 de septiembre, mediante revendedores que fueron capaces de hacerse con claves de iPhoneSimFree que son pasadas al cliente para la actualización del software.
Después de un solo día de intensas ventas, a principios del 11 de septiembre, iPhoneDevTeam anunció que también habían creado un método “software desprotector”, y lo pusieron a disposición del público gratuitamente. Para llegar a abrir un iPhone se necesita algún conocimiento técnico: dos programas libres basados en GUI están disponibles, llamados Anysim e iUnlock.
Sobre el 24 de septiembre de 2007 Apple, publicó la advertencia de que futuras actualizaciones podrían dejar el iPhone inutilizable. El 27 de septiembre de 2007, los propietarios de iPhones que habían sido liberados y que actualizaron a la versión 1.1.1 de iTunes, divulgaron que dicha actualización dejaba al dispositivo prácticamente inoperable. También tuvieron noticias de que la actualización y desprotección de algunos iPhone había sido afectada, y que la actualización había logrado detectar el firmware de desprotección. Sin embargo el 11 de octubre, iPhoneSIMFree anunció el nuevo hackeo de la versión 1.1.1 del iPhone, que había sido protegido con las actualizaciones.
El 16 de octubre de 2007, el equipo Dev de iPhone lanzó de forma gratuita AnySIM 1.1, la herramienta que libera el iPhone. La versión puesta al día trabaja sobre la versión 1.1.1 de soporte lógico inalterable, pero no fija problemas de banda de base causados por un 1.0.2 teléfono abierto hasta 1.1.1.
El 23 de octubre de 2007, el equipo Dev de iPhone lanzó el instrumento Revirginizing. La revisión de la tabla de protección de la segunda zona para reparar el daño hecho por el original AnySIM 1.0x. Así se desprotegieron los iPhone 1.0.2, y se pudieron actualizar a 1.1.1.
Sobre el 21 de noviembre de 2007, la operadora T-Mobile anunció que debido al pleito que había comenzado contra ellos Vodafone, éste venderá el teléfono “abierto”, y ofrecerá el iPhone sin el contrato T-Mobile de 999 euros en sus tiendas a clientes de Alemania, hasta que el tribunal tomara una decisión.
Durante el final de noviembre, Apple lanzó otra versión de actualización de iPhone; la 1.1.2. Esta versión no ofrece grandes funcionalidades añadidas, pero neutraliza la desprotección. 
Durante Macworld´08, el 15 de enero, Apple lanzó una quinta versión de actualización de iPhone, la 1.1.3. Esta versión repara los agujeros usados por los Hackers del iPhone. El firmware sin embargo ha sido sometido a unas nuevas y restrictivas medidas de seguridad.
El 8 de febrero de 2008, Geohot lanzó el primer software completo para desproteger los 1.1.2 y 1.1.3 OTB iPhones.
También "Zibri" miembro del dev team lanza una herramienta llamada ZiPhone que desbloqueaba el teléfono. Esta herramienta conteniar código robado al devteam, quienes sacar el Pwnage tool.
En julio, Apple sacó el iPhone OS 2.0, que fue desbloqueado a las pocas horas.
El DevTeam ha logrado hacer fallar el baseband del iPhone 3G, además de lograr comunicación de 2 vías y mandar background tasks.

### Productos Apple
Tabla de Productos Apple 

## Patentes, derechos de autor y marcas registradas
Apple ha archivado más de 300 patentes relacionadas con la tecnología del iPhone. 
LG demandó que el diseño del iPhone fue copiado del LG Prada. Woo-Young Kwak, jefe de LG Mobile Handset R&D Center, dijo en una rueda de prensa: "consideramos que Apple copió el teléfono de Prada después de que el diseño fue revelado cuando se presentó en el concurso de diseño If Design Award y ganar en septiembre de 2006".
El 3 de septiembre de 1993, Infogear solicitó registro para la marca estadounidense, “I Phone” y el  20 de marzo de 1996 el de la marca "iPhone". “I Phone” quedó registrado en marzo de 1998 y "iPhone" en 1999. Desde entonces, la marca I Phone fue abandonada. Las marcas registradas de Infogear cubren terminales de “comunicaciones que comprenden el hardware del ordenador y el software que proporciona el teléfono integrado, comunicaciones de datos y funciones del ordenador personal” (archivado en 1993) “ y el hardware del ordenador y el software para proveer de la comunicación integrada telefónica de redes automatizadas globales de la información” (archivado en 1996). Infogear sacó un teléfono con un navegador web integrado bajo el nombre de iPhone en 1998. En 2000, Infogear ganó una reclamación de infracción contra los propietarios del nombre de dominio iphones.com. 
En junio de 2000, Cisco Systems adquirió a Infogear, incluyendo la marca registrada iPhone. El 18 de diciembre de 2006 liberaron una gama de Voz sobre IP (VoIP), abreviatura del nombre del iPhone.
En octubre de 2002, Apple solicitó la marca registrada “iPhone” en el Reino Unido, Australia, Singapur, y la Unión Europea. Y seguidamente en octubre de 2004 en Canadá y en septiembre de 2006. En septiembre de 2006, una empresa de Servicios de Telecomunicación llamada Ocean Telecom Services solicitó una marca registrada “iPhone” en Estados Unidos, el Reino Unido y Hong Kong, después de una clasificación en Trinidad y Tobago. Como la marca registrada de Ocean Telecom usa exactamente la misma expresión de Apple usada en Nueva Zelanda, se asume que la Ocean Telecom se aplica por parte de Apple. 
Un poco después, el 9 de enero de 2007 Steve Jobs anunció que Apple anunciaría la venta de un producto llamado iPhone en junio de 2007. Cisco publicó una declaración en la que había estado negociando la licencia de marca registrada con Apple, y había esperado que Apple estuviera de acuerdo con los documentos finales que habían sido aprobados la noche anterior. Sobre el 10 de enero de 2007, Cisco anunció una demanda contra Apple sobre la infracción de la marca registrada iPhone, buscando una prescripción en un tribunal federal para prohibir a Apple usar el nombre. El 2 de febrero de 2007, Apple y Cisco anunciaron que estaban de acuerdo en suspender temporalmente el pleito mientras iniciaban conversaciones, y posteriormente anunciaron haber alcanzado un acuerdo el 20 de febrero de 2007, que Permitirá a ambas empresas usar el nombre “iPhone” a cambio “de la exploración de la interoperabilidad” entre seguridad, el consumidor, y los productos de comunicaciones del negocio.